# Plosjtjad Revoljutsii
Plosjtjad Revoljutsii (ryska: Площадь Революции, Revolutionstorget) är en tunnelbanestation på Arbatsko–Pokrovskaja-linjen i Moskvas tunnelbana. 
Stationen öppnades 1938 och är ritad av arkitekten Aleksej Dusjkin. Stationen har valv av röd och gul marmor som vilar på låga pyloner klädda med svart marmor. Varje valv flankeras av ett par bronsskulpturer gjorda av Matvej Manizer, vilka föreställer folk från Sovjetunionen, exempelvis soldater, bönder, idrottsmän, författare, flygare, industriarbetare och skolbarn. Sammanlagt finns 72 skulpturer på stationen.